# ماهانورو (فنریوه است)
ماهانورو (به لاتین: Mahanoro) یک منطقهٔ مسکونی در ماداگاسکار است که در آنالانجیروفو واقع شده‌است. ماهانورو ۵٬۱۹۷ نفر جمعیت دارد.